# Nachrichtenauslöschung nach Chang und Roberts
Der Algorithmus Nachrichtenauslöschung nach Chang und Roberts ist ein Maximal-Algorithmus für verteilte Systeme. Er findet den Knoten mit der größten ID. Voraussetzung ist, dass die Knoten in einem Ring angeordnet sind. Über einen solchen Prozess kann ein Koordinierungsknoten designiert werden, um verteilte Algorithmen zu delegieren, zu steuern oder Ergebnisse zusammenzuführen.
Grundlage ist der Bullyalgorithmus, dessen Nachrichtenkomplexität gesenkt wurde.

## Voraussetzungen
- Topologie: Unidirektionaler Ring
- Eindeutige IDs

## Idee
In einem Ring von Knoten, die alle eine numerische ID haben, kann der Knoten mit der größten ID, falls noch nicht bekannt, ermittelt werden.
Dazu schicken Knoten ihre eigene ID an ihre Nachbarknoten.
Empfängt ein Knoten eine Nachricht, in der eine ID größer als die eigene gespeichert ist, sendet er die empfangene Nachricht weiter. Wenn seine ID größer ist als die in der Nachricht gespeicherte, verschluckt er die Nachricht.
Wenn eine Nachricht einen gesamten Ringdurchlauf schafft, weiß der Initiator, dass er die größte ID hat und informiert die anderen mit einem weiteren Ringdurchlauf.

## Pseudocode
Initiator
```
Sende <ID, ID> an nächsten Knoten
```

Ein Knoten K empfängt (r, max)
```
wenn ID(K) < max
    sende <r, max> an nächsten Knoten

wenn r == ID(K)
    "ICH HABE GEWONNEN"
     Informiere alle anderen Knoten durch weiteren Ringdurchlauf
```

## Nachrichtenkomplexität

### Worst Case
Der Worst Case tritt ein, wenn die Knoten nach ihren IDs auf dem Ring sortiert sind und in entgegengesetzter Richtung initiieren.
In dem Fall müsste der 1. Initiator (der gleichzeitig die kleinste ID hat) eine Nachricht versenden, der 2. Initiator müsste 2 Nachrichten versenden und der n-te Initiator müsste n Nachrichten versenden.
{\displaystyle \sum _{k=0}^{n}(n-k)=>O(n^{2})}
Zusätzlich sind n Nachrichten nötig um die anderen Knoten zu informieren.

### Best Case
Im besten Fall wird der größte Knoten als erster zum Initiator. Wenn bis zum finalen Ringdurchlauf kein weiterer Knoten einen Durchlauf startet, kann so eine Nachrichtenkomplexität von n für die Auswahl erreicht werden, wobei auch hier nochmals n Nachrichten nötig sind, um die anderen Knoten zu informieren. Die Nachrichtenkomplexität ist also {\displaystyle O(n).}

### Average Case
Die durchschnittliche Nachrichtenkomplexität beträgt bei k Initiatoren
{\displaystyle O(n\log k).}

Für sehr große Ringe werden fast nie mehr Nachrichten benötigt als im Durchschnitt.